# IBSYS
IBSYSはIBMがIBM 7090やIBM 7094向けにかつて提供していたテープベースのオペレーティング・システム(OS)。また同系列ではあるが大幅に異なる別のIBSYSもIBM 7040とIBM 7044に提供していた。IBSYSはFORTRANモニターシステム(FMS)をベースに、ベル研究所のBESYSを参考にして開発されており、SHARE OSがベースではない。 
IBSYSはプログラムの形態としては常駐モニタであり、各ジョブのプログラムやデータの間に挿入された制御カードを読み取った。IBSYSの制御カードは1列目が$で始まり、2列目からコントロール名が続き、ジョブを制御するために使えるIBSYSの様々なユーティリティプログラムを指定できる。このシステムでは通常の場合、カードデッキはパンチカードリーダーから直接読み取るのではなく、磁気テープに保存されているカードデッキのイメージデータを読み込む。 